# Eric Rücker Eddison
Eric Rücker Eddison (Leeds, Inglaterra, 24 de novembro de 1882 — Marlbourough, Inglaterra, 18 de agosto de 1945) era um escritor inglês, que escrevia sob o pseudônimo E. R. Eddison. É mais conhecido por seu romance de alta fantasia heroica The Worm Ouroboros (1922) e seus três livros que se passam no mundo imaginário de Zimiamvia, conhecidos como a Trilogia Zimiamviana, Mistress of Mistresses, publicado em 1935, A Fish Dinner in Memison, de 1941, e The Mezentian Gate, publicado postumamente em 1958. Além desses escreveu outros três livros: Poems, Letters, and Memories of Philip Sidney Nairn (1916), Styrbiorn the Strong (1926) e Egil's Saga (1930).
Seus trabalhos de ficção foram muito apreciados por J. R. R. Tolkien, C. S. Lewis e Ursula K. Le Guin.

## Biografia
Eric Rücker Eddison nasceu em Adel, um subúrbio de Leeds, no condado de Yorkshire, hoje parte do condado de West Yorkshire, no norte da Inglaterra, na Grã-Bretanha, em 24 de novembro de 1882. Era o filho mais velho de um procurador público de Yorkshire, Octavius Eddison e de sua esposa, Helen Rücker-Addison, uma alemã de Berlim.  
De uma família de classe alta, durante a infância foi educado em casa, por uma série de tutores particulares. Na adolescência, o autor frequentou uma escola preparatória em Sunningdale e a Eton College. Em Eton, surgiu seu interesse por língua islandesa. Em 1901, foi admitido na Trinity College, na Universidade de Oxford, onde cursou Antiguidade Clássica e se formou em 1905.  
Em 1907 Eric ficou noivo de Winifred Grace Henderson, e em 1909, eles se casaram em Londres. Eles tiveram um única filha, Jean Eddison, nascida em 1910. 
Ao longo de sua vida, Eddison foi membro e pesquisador de sociedades acadêmicas e literárias, como a Viking Society for Northern Research e a Athenaeum Club. Em Londres, trabalhou como funcionário do Conselho do Fundo de Comércio britânico da segunda metade da década de 1900 até os anos 1920. Durante a Primeira Guerra Mundial, atuou como Presidente do conselho, e após o conflito assumiu a administração do Departamento de Comércio Ultramarino do Império Britânico, e em 1930, foi efetivado como Deputado da Controladoria Financeira Geral do Reino Unido. Em 1938, quando, já um autor popular de ficção, se licenciou do cargo para se dedicar integralmente à suas obras. Por seus esforços na administração política das finanças do reino britânico, foi condecorado na Ordem de Saint Michael e Saint George em 1924, e na Companhia da Ordem de Bath em 1929. 
Depois de se dedicar integralmente à sua carreira de escritor, Eddison se dedicou a completar a trilogia Zimiamvia, da qual já tinha publicado o primeiro volume, Mistress of Mistresses, de 1935. Em 1941, finalizou e publicou o segundo tomo, A Fish Dinner in Memison. O autor faleceu em agosto de 1945, na cidadezinha de Marlborough, Wiltshire,  enquanto trabalhava no último volume da série, The Mezentian Gate, que só seria publicado postumamente em 1958 por seu editor. 

### Fantasia
- The Worm Ouroboros (1922)

#### TrilogiaZimiamvia
- Mistress of Mistresses (1935)
- A Fish Dinner in Memison (1941)
- The Mezentian Gate (1958)
- Zimiamvia: A Trilogy (trilogia volume único)  (1992)

### Outros
- Poems, Letters, and Memories of Philip Sidney Nairn (1916)
- Egil's Saga (1930)
- Styrbiorn the Strong (1926)

## Ligações Externas
- A obra de Edisson pode ser acessada no Faded Page.
- E.R. Eddison: Civil Servant, Norse Scholar and Author of Heroic Fantasy – matéria disponível no site oficial do escritor.
- Eric Rücker Eddison na Internet Speculative Fiction Database (em inglês)
- The Worm of Ouroboros – texto integral disponível em Sacred Texts.
- E.R. Eddison no Facebook – grupo não oficial.
- A obra completa de E. R. Edisson narrada disponível em Librivox.
- «Eric Rücker Eddison» (em inglês). no catálogo de Autoridades da Biblioteca do Congresso, com 15 entradas.